# Condado de Montgomery (Nova Iorque)
O Condado de Montgomery é um dos 62 condados do Estado americano de Nova Iorque. A sede do condado é Fonda, e sua maior cidade é Amsterdão. O condado possui uma área de 1 063 km²(dos quais 14 km² estão cobertos por água), uma população de 49 708 habitantes, e uma densidade populacional de 47 hab/km² (segundo o censo nacional de 2000). O condado foi fundado em 1838.